# Резолюции Совета Безопасности ООН 201—300
Это список резолюций Совета Безопасности ООН с 201 по 300, принятых в период с 19 марта 1965 года по 12 октября 1971 года.
| Резолюция | Дата             | Голосование                                                                                 | Вопрос |
| --------- | ---------------- | ------------------------------------------------------------------------------------------- | --- |
| 201       | 19 марта 1965    | Принята 11-0-0                                                                              | Продление мандата Контингента Вооружённых сил ООН по поддержанию мира на Кипре |
| 202       | 6 мая 1965       | 7-0-4 (воздержались: Великобритания, СССР, США, Франция)                                    | Односторонняя декларация независимости Южной Родезии |
| 203       | 14 мая 1965      | Принята 11-0-0                                                                              | Призыв к прекращению огня в Доминиканской гражданской войне |
| 204       | 19 мая 1965      | Принята 11-0-0                                                                              | Вооружённые силы Португалии на территории Сенегала |
| 205       | 22 мая 1965      | 10-0-1 (воздержались: США)                                                                  | Призыв к прекращению огня в Доминиканской Республике |
| 206       | 15 июня 1965     | Принята 11-0-0                                                                              | Продление мандата Контингента Вооружённых сил ООН по поддержанию мира на Кипре |
| 207       | 10 августа 1965  | Принята единогласно                                                                         | Призыв к прекращению действий на Кипре |
| 208       | 10 августа 1965  | Принята без голосования                                                                     | Смерть судьи Абделя Хамида Бадави и выборы в Международный суд ООН |
| 209       | 4 сентября 1965  | Принята 11-0-0                                                                              | Ухудшение ситуации вдоль линии прекращения огня в Кашмире |
| 210       | 6 сентября 1965  | 11-0-0                                                                                      | Вторая индо-пакистанская война |
| 211       | 20 сентября 1965 | 10-0-1 (воздержалась: Иордания)                                                             | Требование о прекращении огня между Индией и Пакистаном |
| 212       | 20 сентября 1965 | Принята 11-0-0                                                                              | Приём Мальдив |
| 213       | 20 сентября 1965 | Принята 11-0-0                                                                              | Приём Сингапура |
| 214       | 27 сентября 1965 | Принята без голосования                                                                     | Призыв к прекращению огня между Индией и Пакистаном |
| 215       | 5 ноября 1965    | 9-0-2 (воздержались: Иордания, СССР)                                                        | Встреча представителей Индии, Пакистана и Генерального секретаря |
| 216       | 12 ноября 1965   | 10-0-1 (воздержалась: Франция)                                                              | Односторонняя декларация независимости Южной Родезии |
| 217       | 20 ноября 1965   | 10-0-1 (воздержалась: Франция)                                                              | Призыв к правительству Великобритании начать действия в Южной Родезии |
| 218       | 23 ноября 1965   | 7-0-4 (воздержались: Великобритания, Нидерланды, США, Франция)                              | Призыв к освобождению португальских колоний |
| 219       | 17 декабря 1965  | Принята единогласно (последняя резолюция принятая 11 государствами-членами)                 | Продление мандата Контингента Вооружённых сил ООН по поддержанию мира на Кипре |
| 220       | 16 марта 1966    | Принята 15-0-0 (первая резолюция принятая 15 государствами-членами)                         | Продление мандата Контингента Вооружённых сил ООН по поддержанию мира на Кипре |
| 221       | 9 апреля 1966    | 10-0-5 (воздержались: Болгария, Мали, СССР, Уругвай, Франция)                               | Патруль у Бейры в Южной Родезии |
| 222       | 16 июня 1966     | Принята 15-0-0                                                                              | Продление мандата Контингента Вооружённых сил ООН по поддержанию мира на Кипре |
| 223       | 21 июня 1966     | Принята 15-0-0                                                                              | Приём Гайаны |
| 224       | 14 октября 1966  | Принята 15-0-0                                                                              | Приём Ботсваны |
| 225       | 14 октября 1966  | Принята 15-0-0                                                                              | Приём Лесото |
| 226       | 14 октября 1966  | Принята 15-0-0                                                                              | Атаки иностранных наёмников из Анголы в Демократической Республике Конго |
| 227       | 28 октября 1966  | Принята 15-0-0                                                                              | Назначение Генерального секретаря У Тана |
| 228       | 25 ноября 1966   | 14-0-1 (воздержалась: Новая Зеландия)                                                       | Осуждает нападение Израиля на Иорданию в нарушение Устава ООН |
| 229       | 2 декабря 1966   | Принята 15-0-0                                                                              | Назначение Генерального секретаря У Тана |
| 230       | 7 Декабря 1966   | Принята 15-0-0                                                                              | Приём Барбадоса |
| 231       | 15 декабря 1966  | Принята 15-0-0                                                                              | Продление мандата Контингента Вооружённых сил ООН по поддержанию мира на Кипре |
| 232       | 16 декабря 1966  | 11-0-4 (воздержались: Болгария, Мали, СССР, Франция)                                        | Санкции против Южной Родезии |
| 233       | 6 июня 1967      | Принята 15-0-0                                                                              | Призывает к прекращению огня между Израилем и Сирией |
| 234       | 7 июня 1967      | Принята 15-0-0                                                                              | Призывает к прекращению огня на Ближнем Востоке |
| 235       | 9 июня 1967      | Принята 15-0-0                                                                              | Просит Генерального секретаря встретиться с Израилем и Сирией |
| 236       | 11 июня 1967     | Принята 15-0-0                                                                              | Осуждает нарушение израильско-сирийского соглашения о прекращении огня |
| 237       | 14 июня 1967     | Принята 15-0-0                                                                              | Призывает Израиль обеспечить безопасность гражданских лиц и способствовать возвращению беженцев                                                                                     |
| 238       | 19 июня 1967     | Принята 15-0-0                                                                              | Продлевает миротворческую операцию на Кипре |
| 239       | 10 июля 1967     | Принята 15-0-0                                                                              | Наёмники пытаются дестабилизировать Демократическую Республику Конго |
| 240       | 25 октября 1967  | Принята 15-0-0                                                                              | Осуждает нарушение режима прекращения огня на Ближнем Востоке |
| 241       | 15 ноября 1967   | Принята 15-0-0                                                                              | Вмешательство в Демократическую Республику Конго |
| 242       | 22 ноября 1967   | Принята 15-0-0                                                                              | Призывы к «выводу израильских вооружённых сил с оккупированных территорий» во время Шестидневной войны                                                                              |
| 243       | 12 декабря 1967  | Принято 15-0-0                                                                              | Приём Народно-Демократической Республики Йемен |
| 244       | 22 декабря 1967  | Принята 15-0-0                                                                              | Продлевает миротворческую операцию на Кипре |
| 245       | 25 января 1968   | Принята 15-0-0                                                                              | Южная Африка и задержанные в Юго-Западной Африке |
| 246       | 14 марта 1968    | Принята 15-0-0                                                                              | Ухудшение ситуации в Юго-Западной Африке |
| 247       | 18 марта 1968    | Принята 15-0-0                                                                              | Продление мандата миротворческих сил ООН на Кипре |
| 248       | 24 марта 1968    | Принята 15-0-0                                                                              | Осуждает нападение Израиля на Караме в Иордании |
| 249       | 18 Апреля 1968   | Принята 15-0-0                                                                              | Приём Маврикия |
| 250       | 27 апреля 1968   | Принята 15-0-0                                                                              | Осуждает запланированный Израилем военный парад в Иерусалиме |
| 251       | 2 мая 1968       | Принято 15-0-0                                                                              | Осуждает израильский военный парад |
| 252       | 21 мая 1968      | 13-0-2 (воздержались: Канада, США)                                                          | Считает аннексию Израилем Иерусалима недействительной |
| 253       | 29 мая 1968      | Принята 15-0-0                                                                              | Санкции в отношении Южной Родезии |
| 254       | 18 июня 1968     | Принята 15-0-0                                                                              | Расширение миротворческих сил ООН на Кипре |
| 255       | 19 июня 1968     | 10-0-5 (воздержались: Алжир, Бразилия, Индия, Пакистан, Франция)                            | Договор о нераспространении ядерного оружия |
| 256       | 16 августа 1968  | Принята 15-0-0                                                                              | Осуждает нападения Израиля на Иорданию. |
| 257       | 11 сентября 1968 | Принята 15-0-0                                                                              | Приём Свазиленда |
| 258       | 18 сентября 1968 | 14-0-1 (воздержался: Алжир)                                                                 | Осуждает нападение Израиля на Иорданию |
| 259       | 27 сентября 1968 | 12-0-3 (воздержались: Дания, Канада, США)                                                   | Сожалеет о задержке в осуществлении резолюции 237 (1967) из-за того, что Израиль все ещё ставит условия для приёма Специального представителя Генерального секретаря                |
| 260       | 6 ноября 1968    | Принята 15-0-0                                                                              | Приём Экваториальной Гвинеи |
| 261       | 10 декабря 1968  | Принята 15-0-0                                                                              | Расширяет миротворческие силы на Кипре |
| 262       | 31 декабря 1968  | Принята 15-0-0                                                                              | Осуждает нападение Израиля на гражданский международный аэропорт Бейрута в Ливане.                                                                                                  |
| 263       | 24 января 1969   | Принята 15-0-0                                                                              | Добавляет русский и испанский языки к рабочим языкам Совета |
| 264       | 20 марта 1969    | 13-0-2 (воздержались: Великобритания, Франция)                                              | Незаконное присутствие ЮАР в Намибии |
| 265       | 1 апреля 1969    | 11-0-4 (воздержались: Великобритания, Колумбия, Парагвай, США)                              | Осуждает недавние преднамеренные воздушные атаки Израиля на иорданские деревни |
| 266       | 10 июня 1969     | Принята 15-0-0                                                                              | Продлевает миротворческую операцию на Кипре |
| 267       | 3 июля 1969      | Принята 15-0-0                                                                              | Осуждает израильскую аннексию Восточного Иерусалима |
| 268       | 3 июля 1969      | 11-0-4 (воздержались: Великобритания, Испания, США, Франция)                                | Атаки португальцев в Замбии |
| 269       | 12 августа 1969  | 11-0-4 (воздержались: Великобритания, США, Финляндия, Франция)                              | Продолжающееся южноафриканское присутствие в Намибии |
| 270       | 26 августа 1969  | Принята без голосования                                                                     | Осуждает израильскую атаку на юге Ливана |
| 271       | 15 сентября 1969 | 11-0-4 (воздержались: Колумбия, Парагвай, США, Финляндия)                                   | Выражает скорбь по поводу поджога мечети Аль-Акса |
| 272       | 23 октября 1969  | Принята 15-0-0                                                                              | Поправка к Статуту Международного Суда ООН |
| 273       | 9 декабря 1969   | 13-0-2 (воздержались: Испания, США)                                                         | Португальские атаки в Сенегале |
| 274       | 11 декабря 1969  | Принята 15-0-0                                                                              | Продление операций по поддержанию мира на Кипре |
| 275       | 22 декабря 1969  | 9-0-6 (воздержались: Великобритания, Испания, Китайская Республика, Колумбия, США, Франция) | Португальские атаки в Гвинее из Гвинеи-Бисау |
| 276       | 30 января 1970   | 13-0-2 (воздержались: Великобритания, Франция)                                              | Учреждает специальный комитет по Юго-Западной Африке. |
| 277       | 15 марта 1970    | 14-0-1 (воздержалась: Испания)                                                              | Ухудшение ситуации в Южной Родезии |
| 278       | 11 мая 1970      | Принята 15-0-0                                                                              | О независимости Бахрейна |
| 279       | 12 мая 1970      | Принята 15-0-0                                                                              | Требует немедленного вывода всех израильских вооруженных сил с ливанской территории в ответ на израильское нападение, в результате которого девять ливанцев были убиты и 19 ранены. |
| 280       | 19 мая 1970      | 11-0-4 (воздержались: Колумбия, Никарагуа, США, Сьерра-Леоне)                               | Осуждает Израиль за преднамеренные военные действия в отношении израильско-ливанского конфликта.                                                                                    |
| 281       | 9 июня 1970      | Принята 15-0-0                                                                              | Продление миротворческих операций на Кипре |
| 282       | 23 июля 1970     | 12-0-3 (воздержались: Великобритания, США, Франция)                                         | Южноафриканский апартеид |
| 283       | 29 июля 1970     | 13-0-2 (воздержались: Великобритания, Франция)                                              | Препятствование инвестициям в оккупированную ЮАР Намибию |
| 284       | 29 июля 1970     | 12-0-3 (воздержались: Великобритания, Польша, СССР)                                         | Мнение Международного Суда ООН по Намибии |
| 285       | 5 сентября 1970  | 14-0-1 (воздержались: США)                                                                  | Требует полного и немедленного вывода всех израильских вооружённых сил с ливанской территории.                                                                                      |
| 286       | 9 сентября 1970  | Принята без голосования                                                                     | Угон коммерческого самолета после инцидента на «Досонс-Филд» |
| 287       | 10 октября 1970  | Принята 15-0-0                                                                              | Приём Фиджи |
| 288       | 17 ноября 1970   | Принята 15-0-0                                                                              | Призыв к правительству Великобритании положить конец ситуации в Южной Родезии |
| 289       | 23 ноября 1970   | Принята 15-0-0                                                                              | Португальское вторжение в Гвинею |
| 290       | 8 декабря 1970   | 11-0-4 (воздержались: Великобритания, Испания, США, Франция)                                | Осуждает Португальскую империю |
| 291       | 10 декабря 1970  | Принята 15-0-0                                                                              | Продлевает миротворческую операцию на Кипре |
| 292       | 10 февраля 1971  | Принята 15-0-0                                                                              | Приём Бутана |
| 293       | 26 мая 1971      | Принята 15-0-0                                                                              | Продлевает миротворческую операцию на Кипре |
| 294       | 15 июня 1971     | 13-0-2 (воздержались: Великобритания, США)                                                  | Португальские нарушения сенегальской территории |
| 295       | 3 августа 1971   | Принята 15-0-0                                                                              | Отправка миссии в Гвинею |
| 296       | 18 августа 1971  | Принята 15-0-0                                                                              | Приём Бахрейна |
| 297       | 15 сентября 1971 | Принята 15-0-0                                                                              | Приём Катара |
| 298       | 25 сентября 1971 | 14-0-1 (воздержалась: Сирия)                                                                | Сожалеет о невыполнении Израилем резолюций ООН против аннексии Иерусалима. |
| 299       | 30 сентября 1971 | Принята 15-0-0                                                                              | Приём Омана |
| 300       | 12 Октября 1971  | Принято 15-0-0                                                                              | Южноафриканская пограничная война в Замбии |